# Valfurva

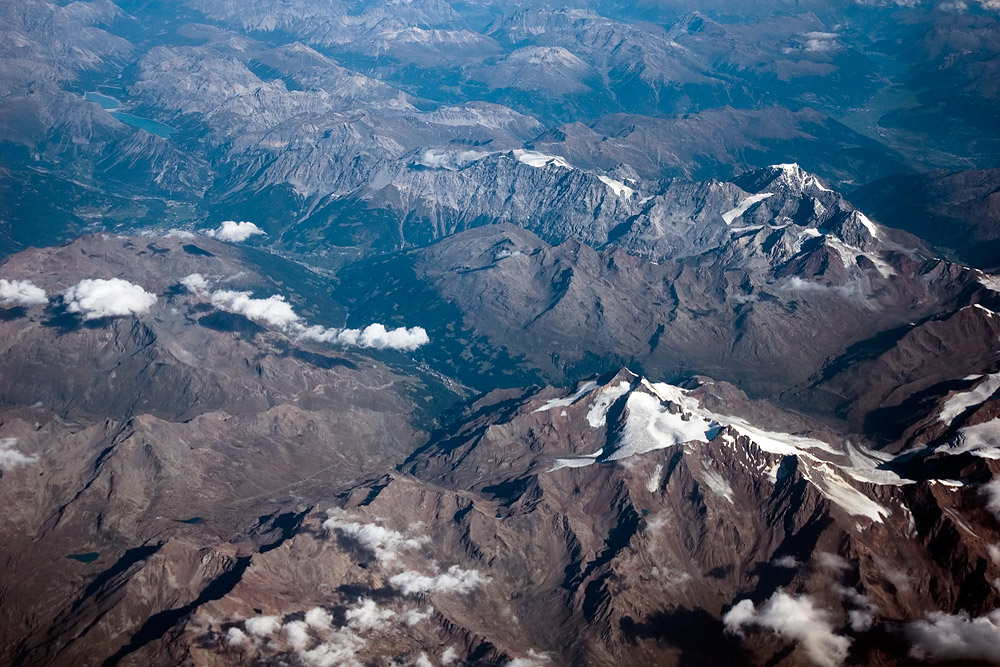
Bormio và Valfurva nhìn từ trên cao.

Valfurva là một đô thị ở tỉnh Sondrio trong vùng Lombardia của Italia, có vị trí khoảng 150 km về phía đông bắc của Milano và khoảng 50 km về phía đông bắc của Sondrio, in the Alps. Tại thời điểm ngày 31 tháng 12 năm 2004, đô thị này có dân số 2.725 người và diện tích là 215,9 km².
Đô thị Valfurva có các frazioni (các đơn vị cấp dưới, chủ yếu là các làng) Uzza, San Nicolò, Sant'Antonio, San Gottardo, Madonna dei Monti, và Santa Caterina.
Valfurva giáp các đô thị: Bormio, Martell-Martello, Peio, Ponte di Legno, Sondalo, Stilfs-Stelvio, Valdisotto.